# Pandanus paracalensis
Pandanus paracalensis är en enhjärtbladig växtart som beskrevs av Elmer Drew Merrill. Pandanus paracalensis ingår i släktet Pandanus och familjen Pandanaceae. Inga underarter finns listade.